# Албус Дамблдор
А́лбус Персіва́ль Ву́льфрик Бра́ян Да́мблдор (англ. Albus Percival Wulfric Brian Dumbledore, липень або серпень 1881—1997) — один із головних персонажів серії книг про Гаррі Поттера англійської письменниці Джоан Роулінг, був директором школи чарів та чаклунства Гоґвортс (після нього директором став Северус Снейп, котрого через рік змінила Мінерва Макґонеґел), Верховний маг Чарверсуду (Вітенагемота, англ. Wizengamot), кавалер ордена Мерліна першого ступеня, засновник Ордена Фенікса, голова Міжнародної Конфедерації Чарівників.
На колекційній картці із зображенням Дамблдора про нього говориться таке:
Албус Дамблдор, теперішній директор Гоґвортсу. Дамблдора вважають чи не найвидатнішим чарівником нашого часу, що надто вже уславився своєю перемогою 1945 року над темним чаклуном Ґріндельвальдом, відкриттям дванадцяти способів використання драконячої крові та алхімічними дослідами, проведеними спільно з Ніколасом Фламелем. Професор Дамблдор захоплюється камерною музикою та грою в кеглі.
Образ Дамблдора багато в чому схожий на класичні образи Мерліна і Ґендальфа. Це могутній добрий чарівник, що володіє, не зважаючи на величний вигляд і поважний вік, живим почуттям гумору і надзвичайною силою розуму. Проте, після виходу у світ останньої книги циклу, у якій описується темне минуле Дамблдора й розкриваються дійсні мотиви деяких його вчинків, думки читачів відносно нього розділилися. Зокрема, багато хто звинувачує Дамблдора у маніпуляційному і жорстокому використанні Гаррі Поттера і Северуса Снейпа для перемоги над Волдемортом. Насправді така поведінка Дамблдора пояснюється його життєвим шляхом - це людина, яка все своє життя боролася проти Темних Чаклунів (Ґелерта Ґріндельвальда та Лорда Волдеморта), і саме тому для перемоги над темними чаклунами йому часто доводилося вести свою хитру політичну гру, у якій часто «мета виправдовує засоби».
Український голос Дамблдора — Євген Шах[джерело?].

## Ім'я
Ім'я Албус — латинською — білий. Прізвище Дамблдор утворене від староанглійського слова, що означає джміль (авторка казала, що використала це слово тому, що уявляла собі, як директор Гоґвортсу блукає коло замку та гуде собі під ніс).

## Розробка характеру
Праобразом Дамблдора був директор школи Святого Михаїла, де навчалася Джоан Ролінґ — Альфред Данн.
Образ Дамблдора є одним із найулюбленіших для авторки, адже він є втіленням доброти, тому вона насолоджувалася його створенням. Ролінґ стверджує, що, якщо їй треба повідомити про щось читачам, до неї «говорить» Дамблдор, тому що саме він знає все про всесвіт Гаррі Поттера. Однак Ролінґ згадувала, що Дамблдор — людина, «що завжди повинна бути тим, хто знає, і він відчуває тягар знань. І він волів би не знати».
Як наставник Гаррі Поттера, Дамблдор — мудра людина, що розуміє, що Гаррі мусить засвоїти деякі жорсткі уроки для того, щоб підготуватися до того, що станеться в його житті. Він дозволяє Гаррі те, що не дозволив би іншому учневі та намагається огородити Гаррі від того, від чого він його може захистити.

## Особистість

### Зовнішність
У книжці Дамблдор описується, як класичний майстер; високий та худий, має довге срібне волосся, достатньо довге, щоб запнути його за пояс, а також довгу бороду. Має блакитні очі. Під час похорон Аріани, Еберфорс звинуватив Албуса у вбивстві сестри і в гніві вдарив того в ніс. Після того випадку ніс Дамблдора залишився кривим.
Носить окуляри, що за формою нагадують півмісяці.
Також згадується шрам над лівим коліном, про походження якого Дамблдор не знає, у вигляді мапи Лондонського Метро.
Одяг Дамблдора має широкий діапазон кольорів та моделей, часто із зображенням місяця та зірок.

### Характер
Дамблдор не надає ваги чистоті крові, вважає, що на виборі людини роль відіграє її характер, а не день народження, кров або родина. Тому допоміг влаштуватися Рубеусові Геґріду (напіввелетню) та Ремусу Люпину (вовкулаці) в Гоґвортсі.
Без остраху вимовляв ім'я Волдеморта та заохочував інших до цього. При особистій зустрічі з Темним Лордом називав його Томом.
Персонажі книг часто зазначають, що головна вада Дамблдора — це готовність довіряти тим, хто може виявитися ненадійним. Так, Дамблдора корили за те, що довіряв смертежеру Северусові Снейпу. Проте насправді Дамблдор добре розбирався в людях.
Незважаючи на блискучий розум та авторитет найвпливовішого чаклуна світу, Албус Дамблдор має досить ексцентричний характер та оригінальне почуття гумору. Для підтвердження слід поглянути на його звертання до школи в перший день навчання:
«Гаррі Поттер і філософський камінь»:
|  | — Вітаю вас! Вітаю вас із початком нового навчального року в Гоґвортсі! Перед бенкетом я хотів би сказати ще пару слів. Ось вони: Бовдур! Булька! Кулька! Круть! — Дякую! |

«Гаррі Поттер і Келих вогню»:
|  | — Я хочу сказати вам всього два слова, — пролунав у залі його низький голос. — «Напихайте кендюхи»! |

«Гаррі Поттер і Орден Фенікса»:
|  | — Наші новоприбулі, — лунким голосом проказав Дамблдор, розкинувши в боки руки і сяючи посмішкою, — мої вам вітання! Наші старожили — з поверненням вас! Є час для виголошення промов, але зараз нам не до цього. Напихаймо кендюхи! |

Також Дамблдор є великим ласуном.

### Магічні здібності та навички
Починаючи з малого віку, Дамблдор виявляв неабиякі магічні здібності. Під час навчання в Гоґвортсі був знаний як найкращий студент, що виграв всі нагороди, які запропоновувала школа. Під час складення екзаменів НОЧі робив із паличкою таке, чого екзаменатор ніколи не бачив. Ролінґ наголошувала, що Дамблдор насамперед самоучка, попри те, що мав добрих викладачів у Гоґвортсі. Без зайвої скромності, Дамблдор деколи визнавав свої знання, особливо, коли сам пишався своїми кмітливими винахідливими ідеями (наприклад, про те, щоб заховати філософський камінь у дзеркалі Яцрес). Також готовий визнати, що, оскільки він є майстерним чаклуном, то і помилки його більш значущі, ніж помилки решти.
Експерт із застосування невербальних заклинань, відомий алхімік, що працював із Ніколасом Фламелем. Заснував спосіб передачі повідомлення через Патронуса (який у Дамблдора мав вигляд фенікса), який використовувався між членами Ордену Фенікса.
Використовує магічну зброю у вигляді вогню (наприклад, коли розповідав малому Тому Редлові про магічний світ або під час пошуку горокракса у печері — для того, щоб відбитися від інферіїв).
Може вичаклувати настільки потужне закляття «розілюзнення», що стає невидимим без застосування плаща-невидимки. Експерт із застосування трансфігурації. Непереможний дуелянт. Поліглот (наприклад, знає мову ґоблінів та русалок).

### Майно

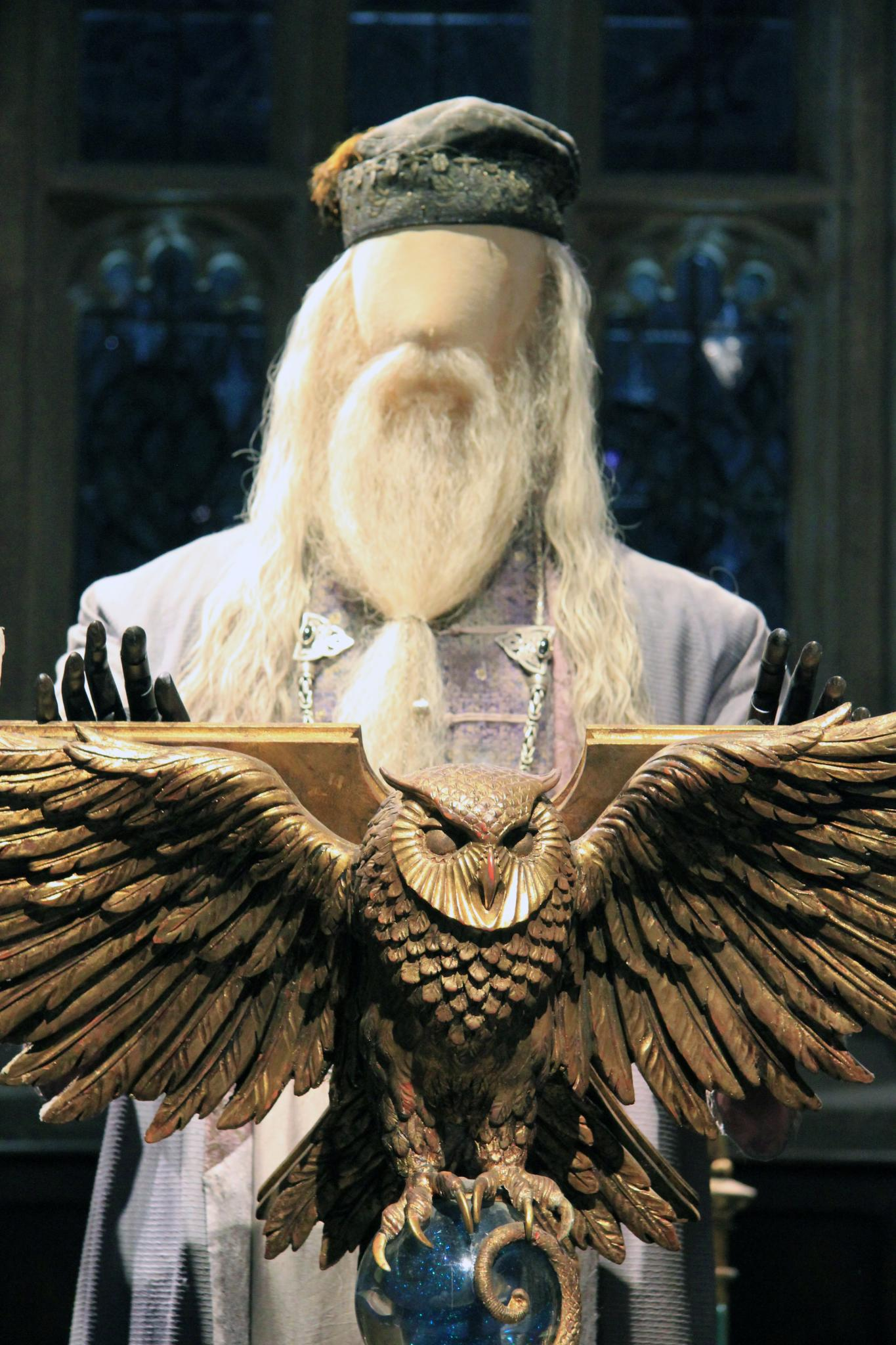
Образ Дамблдора. 2012 рік

У кабінеті Дамблдора можна було побачити безліч цікавих речей. Наприклад, сито спогадів (за допомогою якого можна переноситися у власні спогади або спогади інших людей), світлогасник (пристрій, щоб забрати світло ліхтарів із можливістю повернути їх назад — використовується для того, щоб маґли не помітили чарівників на своїх вулицях). Також є власником фенікса Фоукса, що неодноразово допомагав Дамблдорові та Гаррі Поттеру. Фоукс був надзвичайно прив'язаний до господаря, тому полетів із Гоґвортсу після його загибелі.

## Сприйняття
Образ Албуса Дамблдора відповідає архетипові «мудрого старця». Так, він нагадує Мерліна, і зовнішністю (високий, худий, зі срібною бородою, і характером (великий цінитель книжок та мудрості). Також відзначаються подібність Дамблдора до Гендальфа. Щодо християнських символів, Дамблдор нагадує образ Бога-Отця, що очолює боротьбу із Темним Лордом та його прибічниками.
Загибель Дамблдора спричинила безліч статей та обговорень прихильників Гаррі Поттера. Таку ж реакцію викликала і заява авторки про нетрадиційну орієнтацію Дамблдора. Деякі відмовлялися приймати такі заяви як правдиві, висували аргументи на противагу точці зору авторки. Остання заява розчарувала та обурила християнську церкву та представників освіти деяких країн.

## Життєпис Дамблдора

### До народження Гаррі Поттера
Вся нижченаведена інформація стає відома читачеві лише в сьомій книзі циклу («Гаррі Поттер і смертельні реліквії»).

#### Сім'я Дамблдора
Альбус Дамблдор народився в 1881 р. у Персиваля і Кендри Дамблдор. Три роки опісля народився його брат Еберфорс, а незабаром після цього — сестра Аріана. Коли Аріані було шість років, на неї напали діти-маґли (після того, як побачили, що вона використовує чаклунство). Внаслідок цього нападу вона стала психічно хворою. Батько Альбуса Персиваль помстився їм і був засуджений на довічне ув'язнення в Азкабані. Він не розповів суду про причини свого вчинку, щоб Аріану не помістили в лікарню святого Мунґо. Після цього випадку сім'я переїхала в Ґодрикову долину. Кендра ретельно приховувала дочку від сторонніх очей, тож сусіди зробили висновок, що Аріана — сквиб.
Незабаром Дамблдор вступив до школи Гоґвортс на факультет Ґрифіндор. Через історію з батьком, сестрою і маґлами Албуса у школі принижували, а сам Албус зненавидів маґлів і захопився ідеями переваги чарівників над маґлами. Щоб суспільство забуло історію з його батьком і сестрою, Албус став блискуче вчитися у Гоґвортській школі. І став найблискучішим учнем в її історії. Він отримав всі почесні винагороди, які були засновані школою, вступив в листування з найзнаменитішими чарівниками того часу, включаючи прославленого алхіміка Ніколаса Фламеля, відомого історика Батільду Беґшот і теоретика магії Адальберта Уоффлінга. Деякі його статті були прийняті до публікації такими науковими журналами, як «Трансфігурація сьогодні», «Проблеми чарознавства» і «Практика зіллєваріння».
Після закінчення школи Дамблдор планував відправитися в традиційну подорож разом зі своїм старим другом Ельфаєсом Доджем, проте цьому зашкодила смерть Кендри, випадково убитої Аріаною під час чергового нападу.

#### Дамблдор і Ґріндельвальд
Ставши головою сім'ї, Дамблдор був вимушений залишатися удома разом з Аріаною, доки Еберфорс закінчував свою освіту. За його словами, він повернувся додому злим і нещасним. Дамблдору здавалося, що на його блискучій кар'єрі поставлений хрест, що його життя занапащене, і ці відчуття пересилювали його любов до рідних. Через свої успіхи у Гоґвортсі він зрозумів, що він геній, і як кожний геній, він відчував самотність, оскільки потребував такого ж друга-генія, який був би своєрідним віддзеркаленням Албуса.
Тому, коли по сусідству з Дамблдором оселився молодий і не менш здібний маг Ґелерт Ґріндевальд, онучатий племінник Батільди Бегшот, його ідеї буквально запалили Дамблдора. Ґріндевальд був блискучим хлопцем, красивим, розумним, а головне, поділяв ідеї Албуса. Ґріндевальд виступав за підпорядкування маґлів чарівникам «заради загального блага». Албус Дамблдор ці ідеї розділяв, оскільки він ненавидів маґлів за історію з батьком і сестрою. Дамблдор звертав увагу на те, що така влада накладає величезну відповідальність, і виступав за застосування сили лише в межах необхідності, але в цілому погоджувався зі своїм новим другом.
Інструментами в досягненні цієї мети повинні були стати Смертельні реліквії: Бузинова Паличка, Воскресальний Камінь і Плащ-невидимка. Ґріндельвальда серед Смертельних Реліквій найбільше цікавила Бузинова Паличка, проте Албуса найбільше цікавив саме Воскресальний Камінь. Дамблдор планував використати камінь для воскресіння своїх батьків, оскільки гадав, що саме така функція у цього каменя.

## Загибель
Дамблдор, який благав про незрозумілу послугу Снейпа, був вбитий Напівкровним Принцом на астрономічній вежі 1997 року («Гаррі Поттер і Напівкровний Принц»).
Дамблдор давно підозрював, що Волдеморт захистив себе від фізичного знищення і шукав спосіб дізнатися, яким саме чином він уникнув смерті. Він знав, що досягнення безсмертя було найважливішою ціллю Темного Лорда. Ще в шкільні роки Волдеморт шукав спосіб увіковічити себе. В книзі про Темну Магію він знайшов згадку про горокракси, але інформації про них було дуже мало (книги про них зберігалися в кабінеті директора). До Волдеморта ніхто не розбивав свою душу на 7 частин, тому він розпитував свого вчителя Горація Слизорога про них. Пізніше Слизоріг змінив свої спогади про цей момент і Дамблдор зміг отримати правдиві спогади лише в 1996 році за допомогою Гаррі Поттера. З цих спогадів Гаррі дізнався про горокракси — уламки душі Воледеморта, без знищення яких неможливо перемогти Темного Лорда. Горокраксів було сім: Щоденник Тома Редла, Перстень Ярволода Ґонта, Медальйон Слизерина, Чаша Гелени Гафелпаф, Діадема Ровіни Рейвенклов, Наджіні і Гаррі Поттер.
Перший горокракс — Щоденник Тома Редла — знищив Гаррі Поттер у другому класі. Влітку в 1996 році Дамблдор знищив Перстень Ярволода Ґонта, пожертвувавши своєю рукою. Але прокляття, що було в персні, подіяло на Албуса Дамблдора. Прокляття, накладене на горокракс, настільки велике, що лише майстерність Северуса Снейпа не дала померти директору. Вміння Снейпа вистачає лише на відстрочку смерті. Албусу залишається жити максимум рік.
Весь останній рік він дає приватні уроки Гаррі Поттеру, на яких показує юнакові спогади різних людей. З їх допомогою Дамблдор і Поттер намагаються відновити минуле Волдеморта, щоб з більшою часткою ймовірності прорахувати його подальші плани. Для старого директора було дуже важливо передати всі свої знання про Темного Лорда і його горокракси Гаррі, щоб він закінчив почате.
Снейп вбиває Дамблдора закляттям «Авада Кедавра», не даючи це зробити Драко Мелфою за наказом Лорда Волдеморта.
В кінці відпущеного йому долею часу Дамблдор намагається знищити інший горокракс — Медальйон Слизерина — і втрачає останні сили. Після повернення в Гоґвортс знесилений Дамблдор гине від закляття Северуса Снейпа. Незважаючи на численні попередження Гаррі і недовіру до Снейпа інших членів «Ордену Фенікса», Дамблдор безмежно довіряв Снейпу (колишньому смертежеру) з відомих на той момент тільки йому причини. Тому вбивство всіма улюбленого директора налаштувало проти Снейпа всіх викладачів Гоґвортсу.
Пізніше з'ясувалося, що Дамблдор сам попросив Снейпа вбити його — дні директора і так були полічені, прокляття Персня Ярволода Ґонта було смертельним, і Дамблдор хотів, по-перше, врятувати душевне здоров'я Драко Мелфоя, який отримав від Темного Лорда завдання вбити старого професора, а по-друге, підтвердити відданість Снейпа Волдеморту, щоб Северус і далі міг діяти «в тилу ворога».
Останні слова Дамблдора — «...Северус, прошу тебе...» — це не благання про прощення, це прохання виконати дану колись обіцянку. Крім того, Дамблдор нерідко вимовляв фрази на кшталт «Для досконалого розуму смерть — це ще одна пригода».
Він каже, що головна помилка Волдеморта — це нездатність зрозуміти, що є речі гірші смерті.
Дамблдор помер на 116 році життя від смертельного закляття Северуса Снейпа. Дамблдор планував свою смерть разом з ним.

## Зображення у фільмах
У перших двох фільмах про Гаррі Поттера («Гаррі Поттер і філософський камінь» та «Гаррі Поттер і Таємна кімната») роль Дамблдора виконав Річард Гарріс. Він повідомляв, що спочатку не хотів погоджуватися на цю роль, оскільки знав про поганий стан свого здоров'я. Проте йому довелося погодитися, оскільки 10-річна онука погрожувала акторові ніколи більше із ним не розмовляти в разі відмови. Цього ж актора ствердили на роль Дамблдора у третьому фільмі «Гаррі Поттер і в'язень Азкабану». Проте здійснитися зйомкам завадила смерть Річарда Гарріса 25 жовтня 2002 року.
Роль запропонували Ієну Маккеллену, що зіграв аналогічний характер Гендальфа у трилогії «Володар перснів». Проте Маккеллен вважав неправильним погодитися на роль Гарріса, оскільки той вважав Маккеллена «страшним» актором.
Врешті-решт, на роль Дамблдора був затвердженим сер Майкл Гембон. Він не переймався тим, щоб втілити образ краще за попередника, тому зіграв Дамблдора по-своєму.

## Звання
- Кавалер ордена Мерліна Першого ступеня
- Головний Маг Чарверсуду
- Президент Міжнародної конфедерації чарівників

## Джерело
- Джоан Ролінґ про праобраз Дамблдора [Архівовано 11 липня 2009 у Wayback Machine.] (англ.)